# ألشتر
ألشتر (بالفارسية: الشتر) هي مرکز مدينة سلسلة تقع في في شمال محافظة لورستان في جبال زاغروس غرب إيران. يقدر عدد سكانها بـ 28,306 نسمة.